# 西湖街道 (荆州市)
西湖街道是中华人民共和国湖北省荆州市沙市区下辖的一个街道办事处。

## 行政区划
西湖街道下辖以下村级行政区划单位：
麻林村、街道社区、青岗岭分场、南桥街道生活区、西湖街道生活区、原种街道生活区、农科所街道生活区和养殖街道生活区。